# Lilla Valeklintsvattnet
Lilla Valeklintsvattnet är en sjö i Lilla Edets kommun i Bohuslän och ingår i Göta älvs huvudavrinningsområde. Sjön är 7 meter djup, har en yta på 0,02 kvadratkilometer och är belägen 95 meter över havet.